# 葉煙草一厘事件

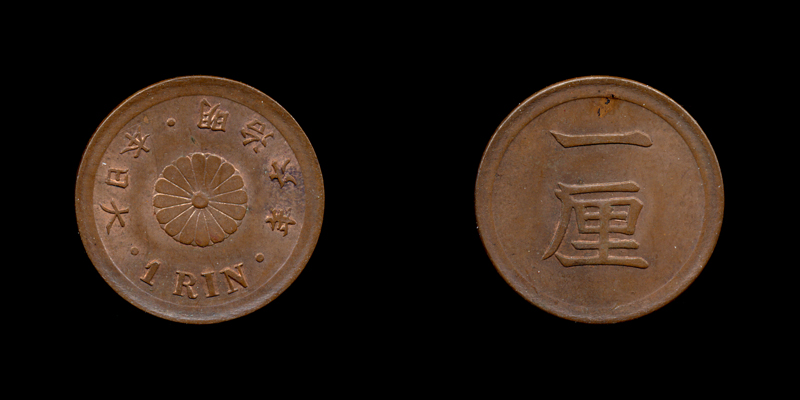
與被害額等值之1厘貨幣

葉煙草一厘事件（日语：はたばこいちりんじけん、煙草一厘事件）為日本農民所種植的菸葉於自家消費的行為、卻涉違反日本《煙草專賣法》被檢控的事件。此事件被視為可罰的違法性之典型案例。也被稱為「一厘事件」或「一厘煙草事件」。
1909年11月，栃木縣那須郡一位63歲的農民，在自家消費了約2克自己種的煙葉後，遭檢察官以沒有上交大藏省專賣局、違反《煙草專賣法》為由起訴。宇都宮地方裁判所一審認定農民行為違法，但以罪行輕微為由宣告被告無罪，控方上訴。1910年6月20日，東京控訴院（現東京高等裁判所）法官中嶋正司裁定被告有罪，判處罰金10日元。由於農民私自消費的2克煙葉市價僅一厘（即0.001日元），卻被裁罰1万倍的罰金，故外界當時又將此事稱作「万倍事件」。
法律界批評判處的刑罰過重，派出法律學者擔任最終審辯方律師。10月11日，大審院（現最高裁判所）頒下判詞，認為若一個違法行為屬細微且幾乎沒有實際危害性，就不能認定有罪，故裁定上訴得直，被告無罪。